# Гнилець (річка)
Гни́лець (словац. Hnilec) — річка в Словаччині, притока Горнада.

## Географія
Бере початок у підніжжя гори Кральова-Голя. Тече на схід. Долиною річки проходила залізнична гілка. Поблизу міста Добшина на річці встановлена плотина. Протікає через місто Ґелниця. Впадає в Горнад в районі села Маргецани.

## Історія
Приблизно в середині другого тисячоліття до н. е. в долині річки Гнилець місцеві племена стали добувати мідну руду.

## Пам'ятки
Річка протікає територією національного парку Словацький Рай - зокрема Стратенською долиною. В долині річки Гнилець розташована Добшинська крижана печера.